# Sisyromyia pycnorhyncha
Sisyromyia pycnorhyncha är en tvåvingeart som först beskrevs av Thomson 1869.  Sisyromyia pycnorhyncha ingår i släktet Sisyromyia och familjen svävflugor. Inga underarter finns listade i Catalogue of Life.